# Национални парк Банф
Национални парк Банф (енгл. Banff National Park) се налази 120 - 200 km западно од Калгарија, 401 км југозападно од Едмонтона и укључује и град Банф, Алберта. Национални парк Банф покрива 6,641 km² и садржи преко 1,600 километара проходних путева. Град Банф, основан 1885. године, је главни комерцијални центар у Националном парку Банф, као и центар за културне активности.Према попису становништва из 2014. године, град Банф је имао 8.421 сталних становника као и 965 несталних становника - укупно 9.386 становника.

## Историја
Банф је први канадски национални парк, креиран када је Акт Парка Стеновите планине ступио на снагу 23. јуна 1887. године. Банф је добио име по железничкој станици Канадске пацифичке железнице, за коју се верује да је именована по околном граду Банфшир, у Шкотској. Канадска пацифичка железница, заинтересована у привлачењу туриста, саградила је величанствени Банф Спрингс Хотел и Дворац на језеру Луис.
Банф и Кортина ди Ампезо (Cortina D'Ampezzo) у Италији, су били кандидати за одржавање Зимских Олимпијских игара 1972. године, и изгубили су од Сапора у Јапану.

## Географија
Привлачнсти Националног парка су, између осталог, минерални извори топле воде, планински предели, могућност камповања, планинарења, шетње, голфа, јахања, алпског и нордијског скијања, као и језеро Луис. Неки од најпривлачнијих места за посету су Језеро Миневанка (Lake Minnewanka), Маунт Рандл (Mount Rundle), Језера Вермилион (Vermilion Lakes), Језеро Морејн (Moraine Lake) у Долини Десет Врхова (Valley of the Ten Peaks) (чувеној по тиркизно плавој води), језеро Боу (Bow Lake) и Пејто (Peyto Lake).

## Клима
Према Кепеновој класификацији климе, парк има субарктичку климу са хладним, снежним зимама и благим летима. На климу утиче надморска висина са нижим температурама и више падавина на вишим надморским висинама. Смештен на источној страни континенталне поделе, Национални парк Банф прима 472 милиметра падавина годишње.

## Информације за туристе
Од 1960-их, смештај у парку је отворен током целе године, са годишњим туристичким посетама Банфу на преко 5 милиона током 1990-их. Још милиони пролазе кроз парк на Транс-Канадском аутопуту.
Дозвола за заустављање у парку је обавезна и туристичка карта је уобичајена током летњих месеци, посебно на језеру Луис и за почетак Ајсфилдс Парквеја (Icefields Parkway). Дозволе нису потребне за вожњу кроз Национални парк без заустављања. Трансканадски Ауто-пут (Trans-Canada Highway) пролази кроз парк. Уништавање природе и животиња због саобраћаја је велики проблем, тако да је пут ограђен и направљени су надвожњаци и пролази за животиње.